# Diamond Bible
『Diamond Bible』（ダイアモンド・バイブル）は、松田聖子の4枚組ベスト・アルバム（完全生産限定盤は『Premium Diamond Bible』）。2009年9月30日にリリース。

## 解説
4枚組全71曲のベスト・アルバム。Bibleシリーズの最新作（2010年2月現在）。2009年デジタル・リマスタリング音源使用。
1st〜27th、31st〜35th、37th〜40th（40thは2004年バージョン）、57th、60th、61st、63rd〜66th、68th、70th〜73rdシングルA面（計51曲、両A面含む）、8th,9th,18th,20th,23rdシングルB面（計5曲）に加え、アルバム収録曲（計15曲）が収録されている。

## 収録曲
| CD     | 1980年 - 1983年 | 1980年 - 1983年 |
| Disc.1 | 01. 裸足の季節 02. 青い珊瑚礁 03. 風は秋色 04. Eighteen 05. Only My Love 06. チェリーブラッサム 07. 夏の扉 08. 白いパラソル 09. 風立ちぬ 10. 流星ナイト 11. 赤いスイートピー 12. 制服 13. 渚のバルコニー 14. レモネードの夏 15. 小麦色のマーメイド 16. 野ばらのエチュード 17. 真冬の恋人たち 18. 秘密の花園 19. 天国のキッス 20. マイアミ午前5時                          | 1stシングルA面曲 2ndシングルA面曲 3rdシングルA面曲（両A面） North Wind 4thシングルA面曲 5thシングルA面曲 6thシングルA面曲 7thシングルA面曲 風立ちぬ 8thシングルA面曲 「赤いスイートピー」B面曲 9thシングルA面曲 「渚のバルコニー」B面曲 10thシングルA面曲 11thシングルA面曲 Candy 12thシングルA面曲 13thシングルA面曲 ユートピア |
| CD     | 1983年 - 1986年 | 1983年 - 1986年 |
| Disc.2 | 01. セイシェルの夕陽 02. ガラスの林檎 03. SWEET MEMORIES 04. 瞳はダイアモンド 05. 蒼いフォトグラフ 06. Canary 07. Rock'n Rouge 08. 時間の国のアリス 09. 夏服のイヴ 10. 密林少女 11. ピンクのモーツァルト 12. 硝子のプリズム 13. ハートのイアリング 14. 天使のウィンク 15. 七色のパドル 16. ボーイの季節 17. DANCING SHOES(Club Mix) 18. 時間旅行                          | ユートピア 14thシングルA面曲（両A面） 15thシングルA面曲（両A面） Canary 16thシングルA面曲 17thシングルA面曲（両A面） 17thシングルA面（両A面） Tinker Bell 18thシングルA面曲 「ピンクのモーツァルト」シングルB面曲 19thシングルA面曲 20thシングルA面曲 「天使のウィンク」B面曲 21stシングルA面曲 22ndシングルA面曲 SUPREME        |
| CD     | 1986年 - 1995年 | 1986年 - 1995年 |
| Disc.3 | 01. 瑠璃色の地球 02. Strawberry Time 03. ベルベット・フラワー 04. Pearl-White Eve 05. Marrakech〜マラケッシュ〜 06. 抱いて… 07. 旅立ちはフリージア 08. Precious Heart 09. We Are Love 10. きっと、また逢える… 11. あなたのすべてになりたい 12. 大切なあなた 13. A Touch of Destiny 14. もう一度、初めから 15. Back for More 16. 輝いた季節へ旅立とう 17. 素敵にOnce Again | SUPREME 23rdシングルA面曲 「Strawberry Time」B面曲 24thシングルA面曲 25thシングルA面曲 Citron 26thシングルA面曲 27thシングルA面曲 31stシングルA面曲 32ndシングルA面曲 33rdシングルA面曲 34thシングルA面曲 35thシングルA面曲 37thシングルA面曲 Glorious Revolution 38thシングルA面曲 39thシングルA面曲                            |
| CD     | 2002年 - 2008年 | 2002年 - 2008年 |
| Disc.4 | 01. 素敵な明日 02. Call me 03. あなたに逢いたくて2004 04. 逢いたい 05. 永遠さえ感じた夜 06. I'll fall in love 07. しあわせな気持ち 08. bless you 09. 挑戦して行こう! 10. 涙がただこぼれるだけ 11. しあわせをつかまなくちゃ! 12. クリスマスの夜 13. 花びら舞う季節に 14. 星空の下の君へ 15. Love is all 16. あの輝いた季節                                                 | 57thシングルA面曲 60thシングルA面曲 Best of Best 27 61stシングルA面曲 63rdシングルA面曲 64thシングルA面曲 65thシングルA面曲 66thシングルA面曲 bless you 68thシングルA面曲 Baby's breath 70thシングルA面曲 71stシングルA面曲 My pure melody 72ndシングルA面曲 73rdシングルA面曲                                                   |

## 関連作品
- Bible
- Bible II
- Bible III
- Complete Bible